# Poligono di Furbara
Il Poligono di Furbara era un poligono di tiro militare situato sulla costa, 40 km a nord di Roma, nel comune di Santa Marinella, e occupa ancora oggi parte del precedente Aeroporto di Furbara.

## Storia
Nel 1938 ospitò un'esercitazione militare cui prese parte il capo del governo italiano Mussolini e quello tedesco Hitler nel corso della sua visita in Italia.
Nel dopoguerra ha ospitato i primi test di missili di progettazione e costruzione italiana. È quindi caduto in disuso nel 1956 in favore del nuovo impianto di Salto di Quirra.
Fu poi sede di addestramento al tiro degli avieri della Vigilanza Aeronautica Militare (VAM).
Dal 2008 è base degli incursori del 17º Stormo dell'Aeronautica militare italiana.